# Sandbjerg (Sundeved)
 For alternative betydninger, se Sandbjerg. (Se også artikler, som begynder med Sandbjerg)
Sandbjerg i Sottrup Sogn, ligger ved Als Sund, 7 km nordvest for Sønderborg på Sundeved i nærheden af Øster Sottrup og Nydam Mose er en lille bebyggelse og ejerlav. 
I bebyggelsen ligger blandt andet Kursuscenteret Sandbjerg Gods, Palæet, parken, dæmningen, slusen, Møllesøen, Møllehuset og resterne af den oprindelige hovedgård Sandbjerggård på sydsiden af Møllesøen. 

## Historie
I 1500 nævnes Sandbjerggaard første gang, og ca. 1580 grundlagde hertug Hans den yngre af Sønderborg Sandbjerggård. Den nuværene hovedbygning fra ca. 1800 er bygget på fundamenter af kampesten, fra dengang Hertug Hans opførte Sandbjerg i en tiårsperiode fra 1580 og frem. Bygningen genspejler derved grundplanen fra det første Sandbjerg, som dengang lå på en holm helt ned til Mølledammen. Holmen var afgravet for at få en voldgrav rundt om gårdanlægget. Sandbjerggård Voldsted er i dag et fredet fortidsminde.
Hertug Hans fik i slutningen af 1500-tallet opført flere vandbygningsanlæg omkring Sandbjerg. Møllesøen blev skabt ved at bygge en dæmning over en lille vig ved Sandbjerg. Der blev gravet en 13 m bred og 7 m dyb kanal, ("E Grue") mellem Nydam Mose og Snogebækken, så Møllesøen fik tilført nok vand til at der kunne drives en vandmølle. Vandmøllen blev 1557 opført ved sydsiden af dæmningen. De lokale bønder fik pligt til at lade deres korn male på møllen, og de var forpligtet til at vedligeholde dæmningen og sluserne. På egnen fortælles der stadig historier om, hvordan hertugen fik projekterne gennemført ved at tvinge bønderne til at arbejde hårdt for sig. 
Efter den sønderborgske hertuglinjes konkurs 1667 overgik Sandbjerggård til Kronen. 1673 solgte Kronen godset til Conrad Reventlow, amtmand i Haderslev Amt. Han fik kongens tilladelse til at oprette et len af Sandbjerg og af sine øvrige besiddelser i Sundeved. 
Efter den sønderborgske hertuglinies konkurs i 1667 overgik Sandbjerg til Kronen, der i 1673 solgte godset til Conrad Reventlow, amtmand i Haderslev. Han fik kongens tilladelse til at oprette Grevskabet Reventlow med hovedgårdene Sandbjerggård og Ballegård. Se også Sandbjerg Gods.  
1787-88 gennemførte Conrad Georg Reventlow Sandbjerggårds udparcellering, hvorved 300 tdr. af hovmarken blev solgt til bønderne i 14 parceller. Husmændene fik godt 100 tdr., og resten, ca. 186 tdr.. Skovene og Møllesøen blev liggende som stamparcel under hovedgården. Den nuværende hovedbygning, Palæet, er opført fra 1787 til 1788 efter tegninger af Christian August Bohlsmann og fredet.
1788 lod Conrad Georg Reventlow det nuværende palæ bygge på pynten mellem Møllesøen og Alssund.  Sandbjerg Gods
I slutningen af 1700-tallet, syd for Sandbjerg blev huset Bøgely opført og var i mange år færgekro. I perioden 1857-1934 var der fast dampskibsforbindelse mellem Sønderborg og Aabenraa. Damperen lagde blandt andet til ved Bøgely. De lokale benyttede damperen til at handle i Sønderborg og gæsterne blev sat i land ved dampskibsbroen.   
1864 var Palæet preussernes stabskvarter og feltlazaret under den 2. Slesvigske Krig. Palæets ur spillede en vigtig rolle den 29. juni 1864, hvor det kl. 2 om natten signalerede starten på overgangen til Als. Se Slaget om Als. I forbindelse med Overgangen opførte preusserne en kanonstilling på marken nord for Bøgely, (syd for Sandbjerg) men på grund af overraskelsesmomentet kom kanonerne ikke i brug ved den første angrebsbølge over Als Sund. 
I 1880'erne blev der anlagt en vindmølle syd for vandmøllen. Både vind og vandmøllen bliver skudt i brand af preusserne i 1864. Efter krigen blev begge møller genopført, men vindmøllen nedbrændte igen i 1906. Ved siden af vandmøllen blev der opført en ladebygning. Mølledriften ophørte i 1916, da vandmøllen nedbrændte. Møllehuset fra 1908 var fra 1931 til 1987 beboet af en fiskerfamilie, og er nu ejet og renoveret af Aarhus Universitet, som har indrettet tre gæsteboliger i huset.
Lidt syd for Møllehuset blev der 1900 opført et aftægthus som bolig for en tidligere vandmølleejer. Huset kaldes nu Sandbjerg Møllegård.

## Turisme
Møllesøen har et rigt på fugleliv. Her yngler bl.a. grågæs og hejrer, og om vinteren er søen tilholdssted for mange trækfugle.
Universitetets kursusejendom kan også benyttes til møder og lignende af grupper, som ingen tilknytning har til universitetet. 
Den historiske nydamsti går fra Sottrupskov paralelt med Als Sund Sandbjerg og videre til Nydam Mose. Fra Sandbjerg til Sottrupskov vokser bøgetræerne helt ned til kysten. Flere steder kan undervejs ses spor fra overgangen til Als i juni 1864, af gravede slisker og spor efter udgravede kanonstillinger.
flere steder ses spor fra krigen mod prøjserne i 1864, Sandbjerg Gods fortæller os om hertugdømmernes tid,  og i Nydam Mose er den berømte Nydambåd fundet. Turen er så afvekslende, at de ca. syv km flyver forbi. Du kan lægge ud i Sottrupskov, ved Sandbjerg Slot, eller fra rastepladsen ved Nydam Mose. Ved indkørslen til Bøgely, syd for Sandbjerg, ses to kanonkugler (granater) fra overgangen til Als. De er fundet på marken nord for Bøgely.
Ved Sandbjergvej vest for Sandbjerg Gods mellem Sottrup Storskov i nord og Sandbjerg Lilleskov i syd ligger den stråtækkede fritliggende idylliske skovfogedgård fra år 1900 som i 2002 blev købt af et feriefond. 

## Gravhøje fra stenalderen
Ved den vestlige ende af Sandbjergvej ligger gravhøjen "Troldhøj", hvorfra der mod vest er udsigt til Nydam Mose. Navnet »Troldhøj« siger, at der knytter sig et sagn til den. Der skal bo nisser i højen og gamle folk og vejfarende vil have set, at den lille troldmand Nis Puk i middagstimerne har ligget og solet sig på højen. Før i tiden turde børn ikke at gå alene forbi højen, selvom man vidste, at Nis ikke gjorde mennesker fortræd, — i hvert fald ikke gode mennesker.
I Sandbjerg Storskov ligger en  høj med et tværmål på ca. 18 meter, højden er ca. 1,30. En lille sænkning i den ene højside kan tyde på at der har været en tidligere gravning. Graven i den synes dog ikke at være forstyrret. En kreds af randsten omgiver højen. 
- Gravhøj ved Sandbjergvej
- Sandbjerggård og Sandbjerg Møllesø
- Brænderiet syd for Palæet
- Møllehuset syd for dæmningen
- Nordsiden af Møllehuset, hvor vandmøllen var
- Jordsliske fra overgangen til Als om morgenen den 29. juni, 1864, nord for Sandbjerg
- Før Overgangen opførte preusserne en kanonstilling på en mar på  syd for Sandbjerg. To kanonkugler fundet på marken markerer indkørslen til Bøgely syd for Sandbjerg